# Galeria Sztuki Współczesnej Kersten
Galeria Sztuki Współczesnej „Kersten” – galeria sztuki założona w 1995 w Krakowie, mieszcząca się w budynku Hotelu Grand. Instytucja współpracuje z Akademią Sztuk Pięknych ułatwiając promocję najbardziej utalentowanych absolwentów. Od 2006 przy ulicy św. Jana 9 funkcjonuje filia galerii.